# Länsväg 238
Länsväg 238 går mellan Riksväg 61 öster om Arvika och E45 vid Västra Ämtervik söder om Sunne. Hela sträckan på 19 km är i Värmland. Väster respektive öster om Fryksdalshöjden har länsväg 238 en stigning på 9 procent respektive 10 procent, vilket gör vägen till en av de brantaste bland de primära länsvägarna söder om Norrland.